# Acanthodelta nigristriata
Acanthodelta nigristriata là một loài bướm đêm trong họ Noctuidae.